# Michael Cramer

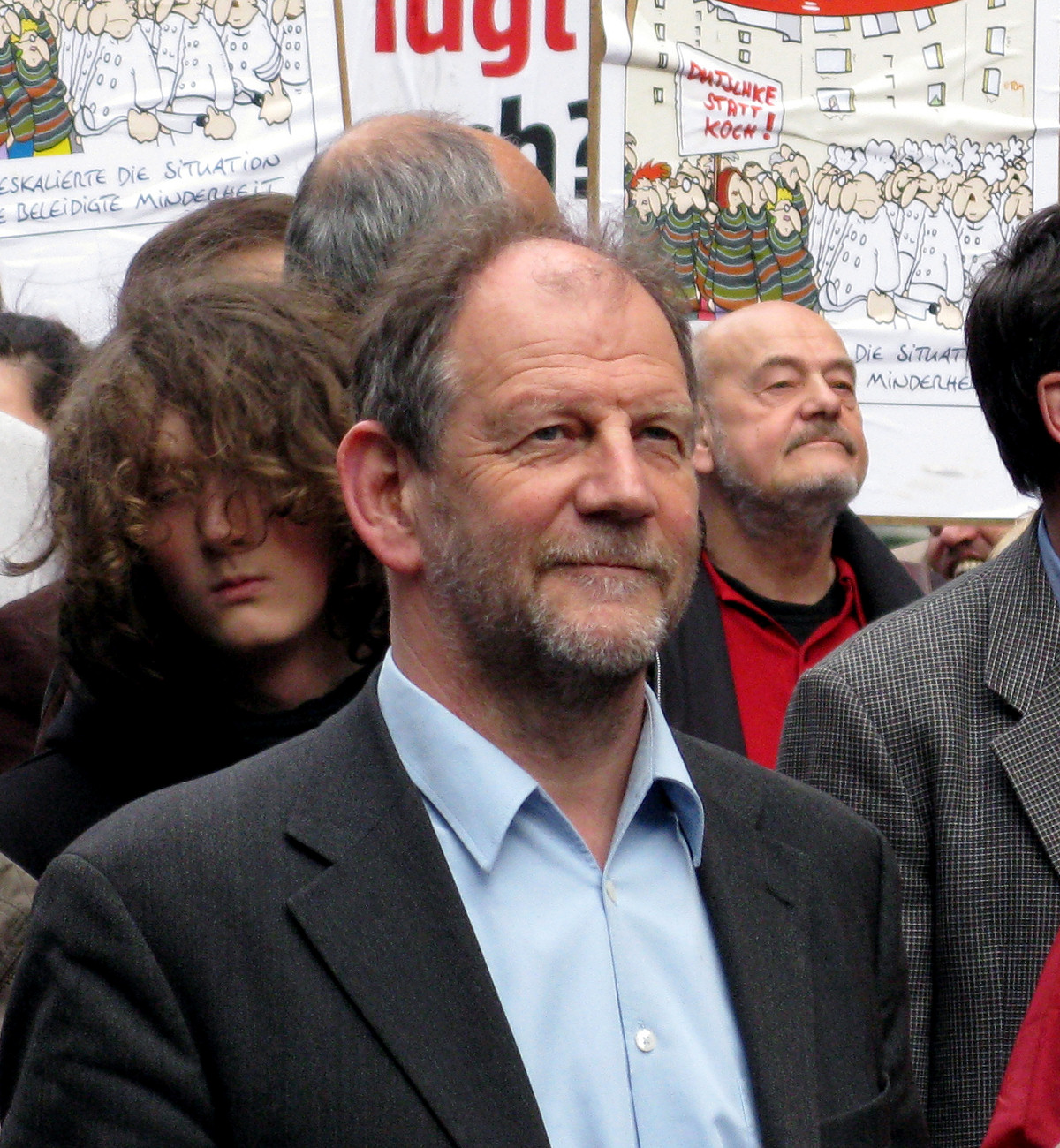
Michael Cramer

Michael Cramer' este un om politic german, membru al Parlamentului European în perioada 2004-2009 din partea Germaniei. 
1. ↑  „Michael Cramer”, Gemeinsame Normdatei, accesat în 9 aprilie 2014
2. ↑  Deputații în Parlamentul European